# Zweite Quantisierung
Die Zweite Quantisierung (oft auch Besetzungszahldarstellung genannt, in der Quantenfeldtheorie auch Feldquantisierung) ist eine Methode zur quantenmechanischen Behandlung von Vielteilchenproblemen, insbesondere auch der Prozesse, bei denen Teilchen entstehen oder vernichtet werden. Sie wurde nach der Entdeckung der ersten Quantisierung entwickelt, um auch Photonen und deren Erzeugung und Vernichtung quantenmechanisch beschreiben zu können. Die Photonen erscheinen in der Zweiten Quantisierung als die Feldquanten des quantisierten elektromagnetischen Felds, was auf den dritten angegebenen Namen führte. Als in den 1930er Jahren entdeckt wurde, dass auch „materielle“ Teilchen erzeugt und vernichtet werden können, wurde der Anwendungsbereich der Methode auf alle Teilchen ausgedehnt. Damit war in der Physik der anschauliche Gegensatz zwischen Teilchen und Wellen in seiner früheren grundsätzlichen Bedeutung aufgehoben.
Die Zweite Quantisierung wird im Bereich der Festkörperphysik, der Quantenfeldtheorie und anderen Vielteilchentheorien angewandt. Sie ist häufig der angemessenste Rahmen, um physikalische Probleme theoretisch zu behandeln.
Die Methode stammt von Paul Dirac (1927).

## Grundbegriffe
Es folgt eine kurze Zusammenstellung einiger der wesentlichen neuen Begriffe und ihrer unmittelbaren Folgen. Wie zu erwarten, bezeichnet dabei der Begriff „Teilchen“ etwas anderes als der gleich lautende Begriff in der klassischen Mechanik oder der Alltagssprache. Er wird hier, wie auch andere scheinbar vertraute Begriffe – „Identität“, „Übergang“, „Vernichtung“ – eher metaphorisch verwendet: Ziel dabei ist es, sich auf eingängige Weise der hier vorgestellten mathematischen Definitionen bedienen zu können, wenn eine quantenmechanische Erklärung makroskopisch beobachtbarer Phänomene gefragt ist, beispielsweise eine Verfärbung, der Anstieg der Stromstärke in einem Halbleiter oder die Richtungsverteilung von Strahlung.
- Der Zustand des betrachteten Systems wird wie in der gewöhnlichen Quantenmechanik durch einen normierten Vektor in einem Hilbertraum angegeben, konstruiert als sogenannter Fockraum, der Zustände mit unterschiedlichen Teilchenzahlen enthält.
- Es gibt einen Zustand ohne jedes Teilchen, das absolute Vakuum, Symbol {\displaystyle \vert O\rangle }. Der Vakuumzustand ist normiert, {\displaystyle \langle O\vert O\rangle =1}, darf also nicht mit dem Nullvektor verwechselt werden.
- Es gibt für jede Teilchenart einen Erzeugungsoperator, der es in einem definierten Zustand in die Welt setzt, Symbol {\displaystyle a^{\dagger }} (für eine andere Teilchenart {\displaystyle b^{\dagger }} etc.). Der 1-Teilchenzustand mit einem Teilchen im Zustand {\displaystyle p} ist dann gegeben durch {\displaystyle a_{p}^{\dagger }\vert O\rangle }. Der 2-Teilchenzustand mit einem zweiten Teilchen gleicher Art, aber im Zustand {\displaystyle k}, ist dann gegeben durch nochmaliges Anwenden des Erzeugers: {\displaystyle a_{k}^{\dagger }a_{p}^{\dagger }\vert O\rangle }. Für weitere Teilchen entsprechend weitere Erzeugungsoperatoren.
- Da die „{\displaystyle a}“-Teilchen unter sich identisch sind, darf bei einer Vertauschung in der Reihenfolge der Erzeugung kein anderer Zustand herauskommen. Allenfalls darf sich das Vorzeichen ändern. Das wird gewährleistet durch die Bedingungen

{\displaystyle a_{k}^{\dagger }a_{p}^{\dagger }=+a_{p}^{\dagger }a_{k}^{\dagger }} für Bosonen („vertauschbar“)
{\displaystyle a_{k}^{\dagger }a_{p}^{\dagger }=-a_{p}^{\dagger }a_{k}^{\dagger }} für Fermionen („antivertauschbar“).
Erzeuger verschiedener Teilchenarten sind immer vertauschbar. Damit ist schon früh im Formalismus zweierlei erreicht:
1. Die absolute Ununterscheidbarkeit gleicher Teilchen ist eingebaut. Die Teilchen bekommen noch nicht einmal mehr eine Nummer, um ihre Koordinaten voneinander unterscheiden zu können.
2. Bosonen-Zustände sind immer symmetrisch gegen Vertauschung, Fermionenzustände immer antisymmetrisch. Das Pauli-Prinzip ist automatisch berücksichtigt und die unterschiedlichen Quantenstatistiken ergeben sich zwangsläufig.

- Der Operator für die Vernichtung eines Teilchens im Zustand {\displaystyle p} ist {\displaystyle a_{p}}. Ein Anwendungsbeispiel: Hier lässt die Vernichtung eines existierenden Teilchens im Vakuum das leere Vakuum zurück, {\displaystyle a_{p}\,a_{p}^{\dagger }\vert O\rangle =\vert O\rangle }. Der Vernichter ist der zum Erzeuger hermitesch adjungierte Operator. Dass das so richtig ist, sieht man z. B. beim Ausrechnen der Norm von {\displaystyle a_{p}^{\dagger }\vert O\rangle }, d. h. beim Skalarprodukt mit seinem adjungierten Vektor {\displaystyle \langle O\vert a_{p}} :

{\displaystyle \vert \vert a_{p}^{\dagger }\vert O\rangle \vert \vert ^{2}=\langle O\vert a_{p}a_{p}^{\dagger }\vert O\rangle =\langle O\vert \left(a_{p}a_{p}^{\dagger }\vert O\rangle \right)=\langle O\vert O\rangle =1}
Für die Vernichtungsoperatoren gelten deshalb dieselben Vertauschungsregeln wie für die Erzeuger. Anwendung eines Vernichters auf den Vakuumzustand ergibt Null (den Nullvektor).
- Der Übergang eines Teilchens vom Zustand {\displaystyle p} nach {\displaystyle k} wird durch den Operator {\displaystyle a_{k}^{\dagger }a_{p}} bewerkstelligt. Man vernichtet das Teilchen in {\displaystyle p} und erzeugt sich ein neues in {\displaystyle k}. Mit dieser Beschreibungsweise geht man irreführenden Fragestellungen aus dem Wege, die sich aus der Alltagserfahrung mit makroskopischen Teilchen ergeben:

1. Die für Alltagsgegenstände naheliegende Frage, ob das Teilchen im Zustand {\displaystyle k} eigentlich dasselbe Teilchen ist wie zuvor im Zustand {\displaystyle p}, kann gar nicht gestellt werden.
2. Auch die Alltagsfrage, wo das Teilchen während des Quantensprungs von {\displaystyle p} nach {\displaystyle k} gewesen sei, kann nicht gestellt werden.

- Vernichter {\displaystyle a_{p}} sind mit Erzeugern {\displaystyle a_{k}^{\dagger }} vertauschbar, außer sie beziehen sich auf denselben Zustand. Dann gilt:

{\displaystyle a_{p}a_{p}^{\dagger }=+a_{p}^{\dagger }a_{p}+1} für Bosonen („vertauschbar“)
{\displaystyle a_{p}a_{p}^{\dagger }=-a_{p}^{\dagger }a_{p}+1} für Fermionen („antivertauschbar“)
- Der Operator, der die Anzahl der im Zustand {\displaystyle p} anwesenden Teilchen als Eigenwert angibt, ist der Teilchenzahloperator {\displaystyle {\hat {n}}_{p}=a_{p}^{\dagger }a_{p}}. Er ist gleich für Fermionen und Bosonen. (Für Fermionen hat er keine Eigenwerte außer 0 und 1.)

- Der Zusammenhang eines 1-Teilchenzustands {\displaystyle a_{p}^{\dagger }\vert O\rangle } mit seiner „alten“ Wellenfunktion {\displaystyle \psi _{p}({\vec {r}})} ergibt sich, indem man sich ein am Ort {\displaystyle {\vec {r}}} lokalisiertes Teilchen erzeugt (Zustand {\displaystyle a_{\vec {r}}^{\dagger }\vert O\rangle }) und mit {\displaystyle a_{p}^{\dagger }\vert O\rangle } das Skalarprodukt bildet, das ja die Amplitude des einen Zustands im anderen angibt:

{\displaystyle \psi _{p}({\vec {r}})=\langle O\vert a_{\vec {r}}a_{p}^{\dagger }\vert O\rangle }

## Mathematische Konstruktion
Die entscheidende Arbeit, Konfigurationsraum und zweite Quantelung, stammt von dem russischen Physiker Wladimir Fock aus dem Jahre 1932.
Sei {\displaystyle \{|\phi _{j}\rangle \}_{j}} eine orthonormale Einteilchen-Basis eines quantenmechanischen Systems (d. h. ein Satz an Wellenfunktionen, nach denen sich jede beliebige Einteilchenwellenfunktion entwickeln lässt). Dann ist bekannt, dass sich jede fermionische (bzw. bosonische) Vielteilchen-Wellenfunktion, die ja von Natur aus antisymmetrisch (bzw. symmetrisch) ist, nach Determinanten (bzw. Permanenten) bezüglich dieser Einteilchenbasis entwickeln lässt (Slater-Determinante):
Sei {\displaystyle \Psi (x_{1},\ldots ,x_{N})} antisymmetrisch ({\displaystyle x_{j}=(\mathbf {r} _{j},s_{j})}, z. B. Orts- und Spinkoordinaten eines Elektrons). Dann gibt es komplexe Zahlen {\displaystyle c_{L}\in \mathbb {C} } (d. h. zu jeder „Konfiguration“ {\displaystyle L=(l_{1},\ldots ,l_{N})}, worin {\displaystyle l_{x}} Indizes in der Einteilchenbasis sind, gibt es {\displaystyle N} komplexe Koeffizienten) mit
{\displaystyle \Psi (x_{1},\ldots ,x_{N})=\sum _{L\in \mathbb {N} ^{N},{\text{ geordnet}}}c_{L}{\frac {1}{\sqrt {N}}}\det \left|\left\langle x_{j}|\phi _{l_{k}}\right\rangle \right|_{(j,k)}=\sum _{L}{\frac {c_{L}}{\sqrt {N}}}\det {\begin{pmatrix}\phi _{l_{1}}(x_{1})&\cdots &\phi _{l_{N}}(x_{1})\\\vdots &\ddots &\vdots \\\phi _{l_{1}}(x_{N})&\cdots &\phi _{l_{N}}(x_{N})\end{pmatrix}}}
Man kann also jede Vielteilchen-Wellenfunktion als Linearkombination solcher Determinanten-Zustände darstellen (bzw. entsprechender Permanenten-Zustände im bosonischen Fall). Diese Determinantenzustände sind neben der rein mathematischen Bedeutung als Entwicklungsbasis häufig auch von großer physikalischer Bedeutung, da sich Grundzustands-Wellenfunktionen nicht wechselwirkender Systeme als reine Determinantenzustände (bzw. Permanentenzustände) darstellen lassen.
Der Determinante/Permanente zur Konfiguration {\displaystyle L=(l_{1},\ldots ,l_{N})} kann man nun die Bezeichnung
{\displaystyle |0,0,\underbrace {n_{1}} _{\nwarrow l_{1}{\text{te Stelle}}},0,0,0,\underbrace {n_{2}} _{\nwarrow l_{1+n_{1}}{\text{te Stelle}}},\ldots \rangle }
zuordnen, mit {\displaystyle n_{1}=} Anzahl Vorkommen des Wertes von {\displaystyle l_{1}} in {\displaystyle L}, {\displaystyle n_{2}=} Anzahl Vorkommen des Wertes von {\displaystyle l_{2}} in {\displaystyle L}, …. Die Werte {\displaystyle n_{j}} nennt man Besetzungszahlen der zugehörigen Basiszustände. Die Besetzungszahlen können bei Fermionen nur 1 oder 0 sein, da sonst die Determinante verschwinden würde (zwei gleiche Spalten).
In dieser Bezeichnungsweise ist also die allgemeine Darstellung eines N-Teilchen Vielteilchenzustands {\displaystyle |\Psi \rangle }:
{\displaystyle |\Psi \rangle =\sum _{n_{1},n_{2},\ldots =0;n_{1}+n_{2}+\ldots =N}^{1{\text{ bzw. }}\infty }c_{n_{1},\ldots ,n_{\infty }}|n_{1},n_{2},\ldots ,n_{\infty }\rangle }
die Besetzungszahldarstellung. Der antisymmetrische bzw. symmetrische {\displaystyle N}-Teilchen-Hilbertraum {\displaystyle {\mathcal {H}}_{N}} wird also durch diese Zustände {\displaystyle |n_{1},n_{2},\ldots \rangle } mit {\displaystyle \sum n_{j}=N} aufgespannt. Es liegt nun nahe, einen allgemeineren Raum – welcher als „Fockraum“ bezeichnet wird – einzuführen, der durch die {\displaystyle |n_{1},n_{2},\ldots \rangle }-Zustände mit beliebiger endlicher Teilchenzahl aufgespannt wird:
{\displaystyle F:={\text{clin}}\{|n_{1},n_{2},\ldots \rangle ;\;\sum n_{j}\,{\text{endl.}}\}=\bigoplus _{N}{\mathcal {H}}_{N}}.
Da sich Operatoren unabhängig von der konkreten Teilchenzahl darstellen lassen (s. u.), ist diese Konstruktion sinnvoll. In diesem Raum sind Zustände unbestimmter Teilchenzahl enthalten (Linearkombination von Zuständen verschiedener bestimmter Teilchenzahlen). In ihm wird Vielteilchentheorie normalerweise betrieben.
Einzelne Determinantenzustände, die wie schon gesagt z. B. besondere Zustände eines wechselwirkungsfreien Systems sein könnten, kann man in der Form {\displaystyle |\Psi \rangle =|n_{1},n_{2},\ldots \rangle } eindeutig angeben, wenn man dazu sagt, auf welche Einteilchenbasis man sich bezieht.
Siehe dazu auch: Slater-Determinante

## Erzeugungs-, Vernichtungs- und Teilchenzahloperatoren
Um das oben vorgestellte lästige (Anti-)Symmetrisieren zur Erzeugung von Fockzuständen nicht mehr durchführen zu müssen, erzeugt man die Fockzustände nun stattdessen aus dem Vakuumzustand. Dazu führt man neue Operatoren ein, die Teilchen im Basiszustand {\displaystyle j\equiv |\phi _{j}\rangle }„erzeugen“ bzw. „vernichten“, d. h., die entsprechende Besetzungszahl erhöhen oder verringern, wobei das ganze Symmetrieproblem nun in den Kommutatorbeziehungen steckt:
Definition (auf der Basis des Zustandsraumes, auf dem Rest durch lineare Fortsetzung):
- Im bosonischen Fall

{\displaystyle c_{j}^{\dagger }:H_{N}^{S}\rightarrow H_{N+1}^{S},\quad c_{j}^{\dagger }|\ldots n_{j}\ldots \rangle :={\sqrt {n_{j}+1}}|\ldots n_{j}+1\ldots \rangle }
{\displaystyle c_{j}:H_{N}^{S}\rightarrow H_{N-1}^{S},\quad c_{j}|\ldots n_{j}\ldots \rangle :={\sqrt {n_{j}}}|\ldots n_{j}-1\ldots \rangle }
- Im fermionischen Fall

{\displaystyle c_{j}^{\dagger }:H_{N}^{A}\rightarrow H_{N+1}^{A},\quad c_{j}^{\dagger }|\ldots n_{j}\ldots \rangle :=(-1)^{\sum _{i<j}n_{i}}\;(1-n_{j})|\ldots \underbrace {n_{j}+1} _{=1}\ldots \rangle }
{\displaystyle c_{j}:H_{N}^{A}\rightarrow H_{N-1}^{A},\quad c_{j}|\ldots n_{j}\ldots \rangle :=(-1)^{\sum _{i<j}n_{i}}\;n_{j}|\ldots \underbrace {n_{j}-1} _{=0}\ldots \rangle }
Die Vorfaktoren sorgen dabei jeweils für das Nichtauftreten unmöglicher Zustände (z. B. mit Besetzungszahlen kleiner 0 oder größer 1 bei Fermionen), für das Wegkapseln der Antisymmetrie bei Fermionen in anderen Ausdrücken und dafür, dass sich die Besetzungszahloperatoren in beiden Fällen als
{\displaystyle {\hat {n}}_{j}:=c_{j}^{\dagger }c_{j}}
ergeben. Nachrechnen zeigt, dass diese Operatoren bei Determinantenzuständen die Besetzungszahlen reproduzieren:
{\displaystyle {\hat {n}}_{j}|\ldots ,n_{j},\ldots \rangle =n_{j}|\ldots ,n_{j},\ldots \rangle }.

### Vertauschungsrelationen
Für die so konstruierten Operatoren gelten im fermionischen Fall die Antivertauschungsrelationen
{\displaystyle \{c_{i},c_{j}^{\dagger }\}=\delta _{ij}\qquad \{c_{i},c_{j}\}=0\qquad \{c_{i}^{\dagger },c_{j}^{\dagger }\}=0,}
wobei {\displaystyle \{A,B\}:=AB+BA} den Antikommutator bedeutet. 
Im bosonischen Fall gelten die Vertauschungsrelationen
{\displaystyle [c_{i},c_{j}^{\dagger }]=\delta _{ij}\qquad [c_{i},c_{j}]=0\qquad [c_{i}^{\dagger },c_{j}^{\dagger }]=0.}
Darin ist {\displaystyle [A,B]:=AB-BA} der Kommutator.

## Ein- und Zweiteilchenoperatoren
Es lässt sich zeigen, dass sich sämtliche linearen Operatoren auf dem Fockraum als Linearkombination von Polynomen in den Erzeugungs/Vernichtungsoperatoren darstellen lassen. Bedeutend sind dabei die sogenannten Einteilchen- bzw. Zweiteilchen-Operatoren, die ihrem Namen nach entweder Observablen einzelner Teilchen repräsentieren (z. B. kinetische Energie, Position, Spin) oder Wechselwirkungen zwischen zwei Teilchen (z. B. Coulomb-Wechselwirkung zwischen zwei Elektronen).
Es ergeben sich dabei einfache Ausdrücke ({\displaystyle N} ist die Zahl der Teilchen): Sei 
{\displaystyle A=\sum _{\alpha =1}^{N}h_{\alpha }}
ein Einteilchen-Operator (d. h. jedes {\displaystyle h_{\alpha }} wirkt nur auf die Koordinaten des {\displaystyle \alpha }-ten Teilchens, von der Struktur her sind die {\displaystyle h_{\alpha }} aber alle gleich), so ergibt sich (durch Einfügen von Einsen und Benutzung der für Bosonen und Fermionen gültigen Relation {\displaystyle c_{i}^{\dagger }c_{j}=\sum _{\alpha =1}^{N}|i\rangle _{\alpha }\langle j|_{\alpha }}, wobei der Index {\displaystyle |i\rangle _{\alpha }} einen Einteilchenzustand {\displaystyle i} im Hilbertraum des {\displaystyle \alpha }-ten Teilchens kennzeichnet):
{\displaystyle A=\sum _{\alpha }h_{\alpha }=\sum _{i,j}\langle i|h|j\rangle c_{i}^{\dagger }c_{j}=\sum _{i,j}\langle \phi _{i}|h|\phi _{j}\rangle c_{i}^{\dagger }c_{j}}
wobei {\displaystyle \langle i|h|j\rangle } das Matrixelement des Einteilchenoperators ist, aus dem sich die {\displaystyle h_{i}} ergeben, gebildet mit den Basiszuständen {\displaystyle |\phi _{j}\rangle }, bezüglich denen quantisiert wurde.
Für Zweiteilchenoperatoren ergibt sich analog:
{\displaystyle A=\sum _{\alpha <\beta }w(\alpha ,\beta )={\frac {1}{2}}\sum _{\alpha ,\beta \neq \alpha }w(\alpha ,\beta )={\frac {1}{2}}\sum _{i,j,k,l}\langle ij|w|lk\rangle c_{i}^{\dagger }c_{j}^{\dagger }c_{k}c_{l}={\frac {1}{2}}\sum _{i,j,k,l}\langle \phi _{i}^{(1)}\phi _{j}^{(2)}|w(1,2)|\phi _{l}^{(1)}\phi _{k}^{(2)}\rangle c_{i}^{\dagger }c_{j}^{\dagger }c_{k}c_{l}}.
Bei den Ausdrücken handelt es sich um echte Gleichheit der Operatoren, so lange sie auf eine feste Teilchenzahl bezogen sind. Man sieht aber, dass die zweitquantisierte Form der Operatoren die Teilchenzahl nicht mehr explizit enthält. Die zweitquantisierten Operatoren nehmen in Systemen verschiedener Teilchenzahl also jeweils dieselbe Form an.

### Konkrete Beispiele

#### Einteilchen-Operatoren
Teilchendichte in Zweitquantisierung bezüglich Impulsbasis (diskrete Impulsbasis, endliches Volumen mit periodischen Randbedingungen): 
{\displaystyle \rho (r)=\sum _{\alpha =1}^{N}\delta (r-{\hat {x}}_{\alpha })}
{\displaystyle =\sum _{k,k'}\langle k|\delta (r-{\hat {x}})|k'\rangle c_{k}^{\dagger }c_{k'}}
{\displaystyle =\sum _{k,k'}\int _{x\in V}\mathrm {d} ^{3}x\,\langle k|\delta (r-{\hat {x}})|x\rangle \langle x|\,|k'\rangle c_{k}^{\dagger }c_{k'}}
{\displaystyle =\sum _{k,k'}\int _{x\in V}\mathrm {d} ^{3}x\,\langle k|x\rangle \delta (r-x)\langle x|k'\rangle c_{k}^{\dagger }c_{k'}}
{\displaystyle =\sum _{k,k'}\int _{x\in V}\mathrm {d} ^{3}x\,{\frac {1}{V}}e^{i(k'-k)x}\delta (r-x)c_{k}^{\dagger }c_{k'}}
{\displaystyle =\sum _{k,k'}{\frac {1}{V}}e^{i(k'-k)r}c_{k}^{\dagger }c_{k'}}
{\displaystyle ={\frac {1}{V}}\sum _{k,q}e^{iqr}c_{k}^{\dagger }c_{k+q}}

#### Coulomb-Wechselwirkung
In Zweitquantisierung bezüglich (diskreter) Impulsbasis.
{\displaystyle W_{\text{Coul.}}={\frac {1}{2}}\sum _{\alpha ,\alpha \neq \beta }{\frac {e^{2}}{|\mathbf {r_{\alpha }-r_{\beta }|} }}={\frac {1}{2V}}\sum _{q\neq 0,k_{1},\sigma _{1},k_{2},\sigma _{2}}{\frac {4\pi e^{2}}{q^{2}}}c_{k_{1},\sigma _{1}}^{\dagger }c_{k_{2},\sigma _{2}}^{\dagger }c_{k_{2}-q,\sigma _{2}}c_{k_{1}+q,\sigma _{1}}}

#### Supraleitung
Die Zweite Quantisierung ermöglicht mit der Fock-Darstellung auch die explizite Berücksichtigung von Zuständen, die keine Eigenzustände des Teilchenzahloperators
{\displaystyle {\hat {N}}=\sum _{k,\sigma }c_{k,\sigma }^{\dagger }c_{k,\sigma }}
sind. Solche Zustände spielen in der Theorie der Supraleitung eine große Rolle.

## Transformation zwischen Einteilchenbasen
Erzeugungs- und Vernichtungsoperatoren bezüglich einer gegebenen Einteilchenbasis {\displaystyle |i\rangle } lassen sich durch entsprechende Operatoren bezüglich einer anderen Einteilchenbasis {\displaystyle |\alpha \rangle } ausdrücken:
{\displaystyle c_{i}^{\dagger }=\sum _{\alpha }\langle \alpha |i\rangle c_{\alpha }^{\dagger }}
{\displaystyle c_{i}=\sum _{\alpha }\langle i|\alpha \rangle c_{\alpha }.}
Durch diese Beziehungen ist es möglich, einen Basiswechsel im Fockraum durchzuführen und somit gegebene Ausdrücke auf für die gerade anliegende Situation besser geeignete Formen zu transformieren. Auf ähnliche Art werden aus den Erzeugungs-/Vernichtungs-Operatoren für diskrete Einteilchenbasen auch Feldoperatoren bezüglich kontinuierlicher Orts- bzw. Impulsbasen erzeugt, wie sie vor allem in den Quantenfeldtheorien verwendet werden.

## Verallgemeinerung: Relativistische Quantenfeldtheorien
Als Verallgemeinerung entstehen, wie in der Fußnote angedeutet, anstelle der nicht-relativistischen Vielteilchentheorie relativistische Quantenfeldtheorien.